# Guimiliau
Guimiliau (bretonisch Gwimilio) ist eine französische Gemeinde mit 1000 Einwohnern (Stand 1. Januar 2022) im Département Finistère in der Region Bretagne.

## Bevölkerungsentwicklung
| Jahr                       | 1962 | 1968 | 1975 | 1982 | 1990 | 1999 | 2006 | 2017 | 2020 |
| Einwohner                  | 786  | 756  | 700  | 760  | 791  | 814  | 921  | 1009 | 1007 |
| Quellen: Cassini und INSEE |      |      |      |      |      |      |      |      |      |

## Umfriedeter Pfarrbezirk

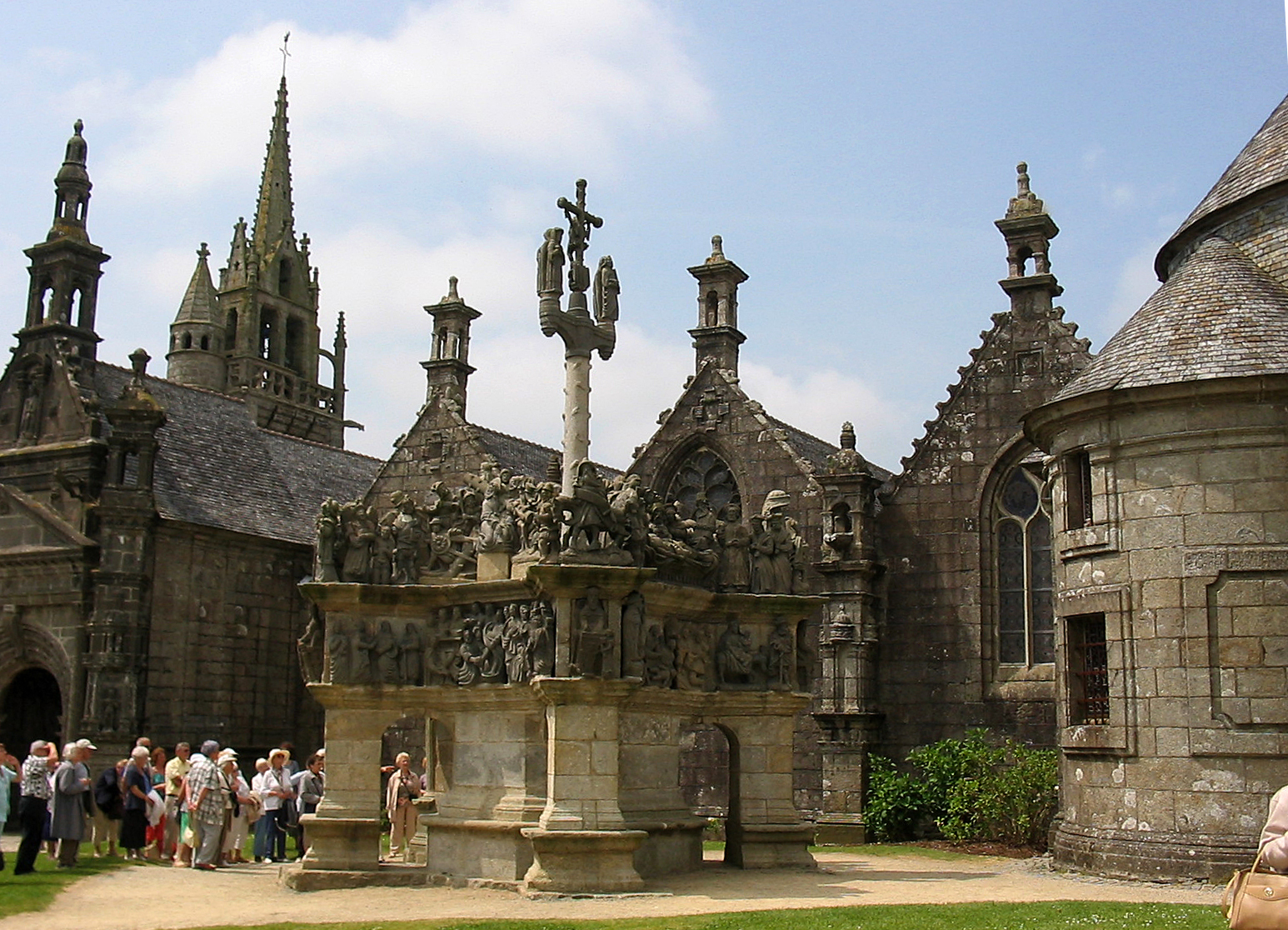
Der umfriedete Pfarrbezirk von Guimiliau

Portal der Eingangshalle der Kirche

In dem kleinen Ort findet man einen der berühmtesten Umfriedeten Pfarrbezirke der Bretagne. Der Pfarrbezirk von Guimiliau wird von keinem anderen an Figurenreichtum übertroffen und bietet auch als Ganzes einen prächtigen Anblick aufgrund seiner wirkungsvollen Anlage oberhalb des Dorfplatzes. Der Calvaire von Guimiliau entstand zwischen 1581 und 1588 und gilt mit seinen 200 Figuren als zweitgrößter der Bretagne. Die Eingangshalle der Kirche Saint-Miliau ist reich mit Figuren, die Szenen aus dem Alten und Neuen Testament darstellen, geschmückt.
Lange Zeit fand ein Wettstreit um den bedeutendsten Umfriedeten Pfarrbezirk statt, besonders mit den Nachbargemeinden Lampaul-Guimiliau und Saint-Thégonnec.